# Ittrium(III)-foszfát

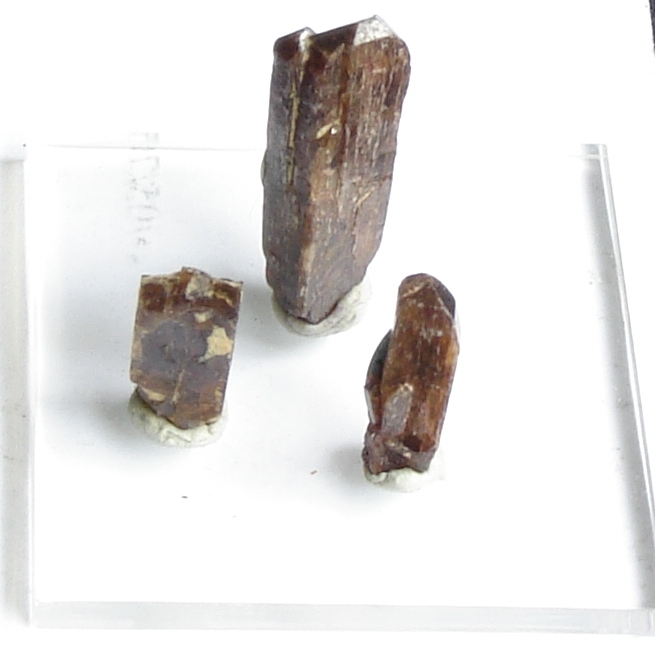
Xenotim ásvány (YPO_{4})

Az ittrium(III)-foszfát egy szervetlen vegyület. Képlete YPO4. Ásványa a xenotim. A dihidrátjának az ásványa a Weinschenkit.

## Előállítása
Elő lehet állítani ittrium(III)-klorid és nátrium-foszfát reakciójával 200-1000 °C-on vagy ittrium(III)-nitrát és ammónium-dihidrogén-foszfát reakciójával.
De elő lehet állítani ittrium-trioxid és diammónium-hidrogén-foszfát reakciójával is:
{\displaystyle \mathrm {Y_{2}O_{3}+2\ (NH_{4})_{2}HPO_{4}\longrightarrow YPO_{4}+2\ NH_{3}+3\ H_{2}O} }

## Tulajdonságai
Színtelen, szilárd anyag. Ferromágneses. Gyengén oldódik a vízben és a foszforsavban. Kristályszerkezete izotípusos a cirkóniuméval.

## Fordítás
Ez a szócikk részben vagy egészben  a   Yttrium(III) phosphate című angol Wikipédia-szócikk fordításán alapul.  Az eredeti cikk szerkesztőit annak laptörténete sorolja fel. Ez a jelzés csupán a megfogalmazás eredetét és a szerzői jogokat jelzi, nem szolgál a cikkben szereplő információk forrásmegjelöléseként.
Ez a szócikk részben vagy egészben  a   Yttriumphosphat című német Wikipédia-szócikk fordításán alapul.  Az eredeti cikk szerkesztőit annak laptörténete sorolja fel. Ez a jelzés csupán a megfogalmazás eredetét és a szerzői jogokat jelzi, nem szolgál a cikkben szereplő információk forrásmegjelöléseként.